# Тееткан
Тееткан (в верховье Боровая) — река в России, протекает в Челябинской области. Устье реки находится в 47 км по левому берегу реки Верхний Тогузак. Длина реки составляет 30 км. 

## Данные водного реестра
По данным государственного водного реестра России относится к Иртышскому бассейновому округу, водохозяйственный участок реки — Тобол от истока до впадения реки Уй, без реки Увелька, речной подбассейн реки — Тобол. Речной бассейн реки — Иртыш.

## Населённые пункты
- Редутово
- Чесма

## Притоки
- Тугунский Лог